# Helen Ware
Helen Ware, nata Helen Remer (San Francisco, 15 ottobre 1877 – Carmel, 25 gennaio 1939), è stata un'attrice statunitense, che lavorò all'epoca del muto.
Era sposata con l'attore Frederick Burt (1876-1943).

## Filmografia
- Your Girl and Mine: A Woman Suffrage Play, regia di Giles Warren (1914)
- The Price, regia di Joseph A. Golden (1915)
- Cross Currents, regia di Francis Grandin (1915)
- Secret Love, regia di Robert Z. Leonard (1916)
- The Garden of Allah, regia di Colin Campbell (1916)
- The Haunted Pajamas, regia di Fred J. Balshofer (1917)
- National Red Cross Pageant, regia di Christy Cabanne (1917)
- L'oro dei ladri (Thieves' Gold), regia di John Ford (1918)
- Profondo rosso (The Deep Purple), regia di Raoul Walsh (1920)
- Oltre l'arcobaleno (Beyond the Rainbow), regia di Christy Cabanne (1922)
- L'incantesimo del piacere (Fascination), regia di Robert Z. Leonard (1922)
- Sinfonia tragica (Soul-Fire), regia di John S. Robertson (1925)
- Rivincita (Speakeasy), regia di Benjamin Stoloff (1929)
- L'uomo della Virginia (The Virginian), regia di Victor Fleming (1929)
- Il cavaliere della libertà (Abraham Lincoln), regia di David Wark Griffith (1930)
- Per una donna (I Takes This Woman), regia di Marion Gering (1931)
- Flaming Gold, regia di Ralph Ince (1933)
- La gloria del mattino (Morning Glory), regia di Lowell Sherman (1933)
- La disfatta delle amazzoni (The Warrior's Husband), regia di Walter Lang (1933)
- Signore sole (The Keyhole), regia di Michael Curtiz (1933)
- Sadie McKee, regia di Clarence Brown (1934)
- Romance in Manhattan, regia di Stephen Roberts (1935)

## Spettacoli teatrali
- The Road to Yesterday (1906)